# Zlín Z 50
Lo Zlin Z 50 (o Zlín Z 50) è un aereo acrobatico monomotore monoposto ad ala bassa prodotto a partire dagli anni settanta dall'azienda ceca Moravan Aviation.
Destinato al mercato degli sport aeronautici e detentore di alcuni titoli nei campionati mondiali di categoria (FAI World Aerobatic Championships), viene tuttora utilizzato come aereo da competizione acrobatico sia da singoli piloti che da pattuglie acrobatiche.

## Storia del progetto
Nei primi anni settanta, la Moravan Aviation, che fino ad allora aveva prodotto aerei da turismo e da addestramento destinati al mercato dell'aviazione generale, decise di sviluppare un velivolo specificatamente progettato per l'utilizzo acrobatico in vista della propria partecipazione all'8º FAI Campionato del Mondo di Acrobazia Aerea (ufficialmente in lingua inglese: 8th FAI World Aerobatic Championships) che si sarebbe svolto a Kiev, capitale dell'allora Repubblica socialista sovietica ucraina, nel 1976.
Il progetto, affidato all'ufficio progetti diretto da Jan Mikula, verteva su un modello dall'impostazione classica, monomotore monoplano a carrello fisso, ma che beneficiava della disponibilità di un computer per l'ottimizzazione nei calcoli delle superfici al fine di ottenere la migliore aerodinamicità complessiva.
Lo sviluppo iniziò nell'autunno 1973 e si preferì utilizzare, come unità motoelica, un motore aeronautico di produzione statunitense, l'Avco Lycoming AIO-540, poiché i motori Walter di produzione nazionale, usati fino ad allora dall'azienda cecoslovacca, non garantivano le caratteristiche richieste. Il modello scelto, l'AIO-540 D4B5, era un 6 cilindri boxer dotato di iniezione e di impianto di lubrificazione rovesciato, capace di erogare una potenza pari a 260 hp (194 kW) e fu abbinato ad un'elica tripala Hartzell a passo variabile.
La costruzione del prototipo terminò nel 1975: le prove a terra iniziarono il 30 giugno di quell'anno e il 18 luglio l'aeroplano venne portato in volo per la prima volta ai comandi del pilota collaudatore Vlastimil Berg, il quale si espresse positivamente confermando la rispondenza alle specifiche di progetto e la bontà dello stesso.

## Tecnica
Lo Z 50 è un velivolo monoposto di impostazione classica, monomotore monoplano ad ala bassa con carrello fisso.
La fusoliera, realizzata in struttura metallica ricoperta da pannelli metallici e tela, è caratterizzata da un singolo abitacolo chiuso da un cupolino che offre un'ampia visibilità anteriore e laterale al pilota. Posteriormente termina in un impennaggio classico monoderiva con piani orizzontali controventati da un singolo diagonale centrale per lato.
L'ala, ricavata in un'unica struttura, è montata bassa ed avvitata alla cellula.
Il carrello d'atterraggio è fisso, in configurazione biciclo anteriore integrato posteriormente da un ruotino d'appoggio.
La propulsione è affidata ad un singolo motore aeronautico posizionato all'apice anteriore della fusoliera. Le versioni L, riconoscibili per il cofano largo e le due prese d'aria affiancate, sono equipaggiate con un Lycoming AIO-540, un 6 cilindri boxer raffreddato ad aria dotato di iniezione e di impianto di lubrificazione rovesciato, capace di erogare, nelle sue versioni più potenti, 300 hp (224 kW) ed abbinato ad un'elica tripala Hartzell a passo variabile. L'unica versione M, con cofano stretto ed allungato e singola presa d'aria inferiore, è equipaggiata con un Avia M-137AZ, un 6 cilindri in linea raffreddato ad aria dotato di compressore in grado di erogare 180 PS (132 kW) accoppiato ad un'elica bipala.

## Impiego operativo

### FAI World Aerobatic Championships
Il debutto dello Z 50 L in una competizione aeronautica avvenne a Kiev nel 1976, quando l'aereo partecipò come velivolo ufficiale del Czech Aerobatic Team (la pattuglia acrobatica che rappresentava la Cecoslovacchia) all'ottava edizione del campionato del mondo per la quale era stato progettato. Nelle prove che si svolsero tra il 23 luglio ed il 5 agosto, i piloti cecoslovacchi dovettero accontentarsi di posizioni di rincalzo trovandosi a competere con uno dei più rappresentativi aerei acrobatici del periodo, il sovietico Yakovlev Yak-50, che monopolizzò le prime posizioni in tutte le specialità.

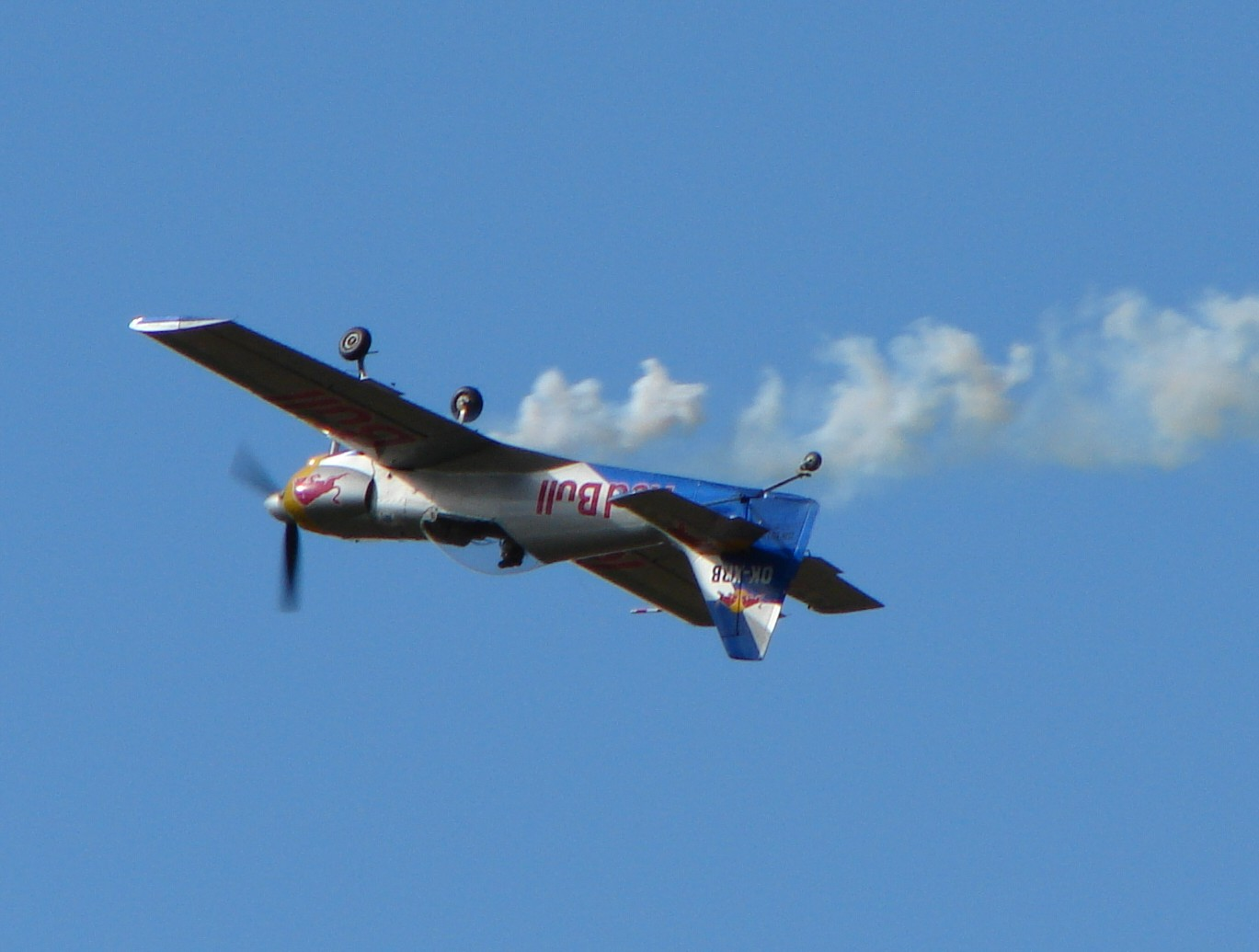
Lo Z 50 LX, marche OK-XRB, del Flying Bulls Aerobatics Team durante un passaggio in volo rovesciato.

Solo due anni più tardi, tuttavia, nell'edizione successiva della competizione, la 9th FAI World Aerobatic Championships che si svolse a České Budějovice (Cecoslovacchia) nel 1978, il pilota Ivan Tucek, che era giunto terzo nell'ottava edizione, riuscì ad aggiudicarsi il primo posto nella categoria uomini e trascinare alla vittoria tutta la squadra nazionale. In quell'occasione lo Z 50, con i 16 esemplari partecipanti all'evento, risultò anche il velivolo maggiormente utilizzato nella competizione.
Negli anni successivi, l'aereo continuò ad essere utilizzato da numerosi concorrenti ottenendo risultati di rilievo. Nella 11th FAI World Aerobatic Championships, svoltasi a Spitzerberg (Austria) nel 1982, il pilota della Germania orientale Manfred Strossenreuther ottenne il terzo posto nella categoria maschile, e nella successiva 12th FAI World Aerobatic Championships, che si svolse a Békéscsaba, in Ungheria, nel 1984, il cecoslovacco Petr Jirmus, si aggiudicò, con la più potente versione Z 50 LS, il primo posto categoria maschile seguito da Strossenreuther.
Il successo fu bissato nella 13ª edizione del campionato (1986): nel cielo sopra South Cerney, nel Regno Unito, Petr Jirmus, alla guida del suo Zlin, si aggiudicò nuovamente la vittoria nella categoria maschile.
L'ultima apparizione di uno Z 50 al campionato FAI fu quella dell'italiano Renzo Voceri che partecipò, con uno Z 50L, alla 19ª edizione del 1998, svoltasi a Trenčín in Slovacchia, dove si piazzò a metà classifica (41º), un risultato eccellente per il pilota e per il velivolo, ormai costretto a confrontarsi con aeromobili molto più moderni.

### Pattuglie acrobatiche civili

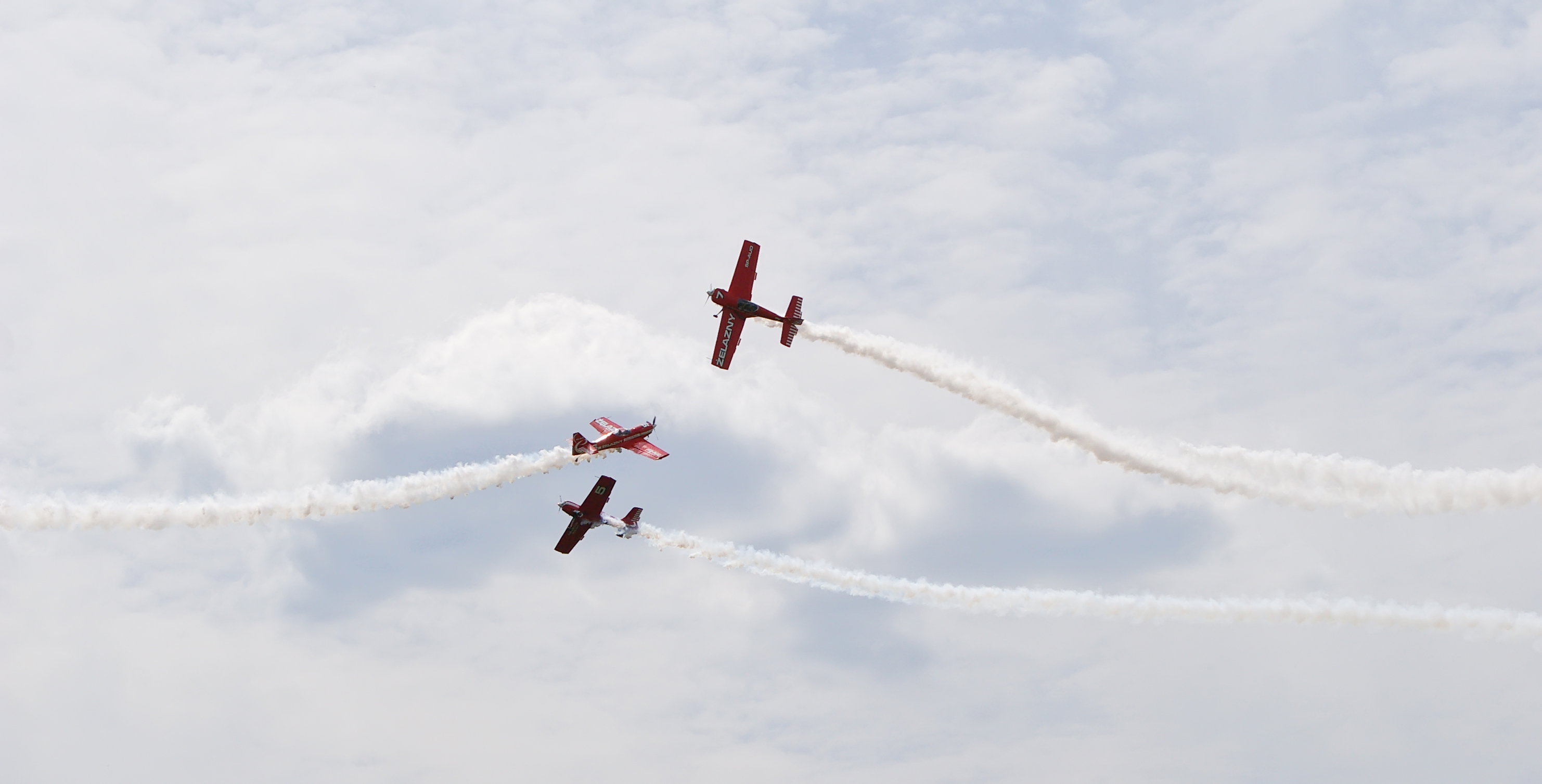
Acrobazia aerea del Grupa Akrobacyjna Żelazny su Z 50 LX.

Le ultime versioni dello Z 50 sono adottate da almeno due pattuglie acrobatiche civili: la ceca Flying Bulls Aerobatics Team, rappresentante nazionale della Repubblica Ceca ai FAI World Grand Prix of Aviation,
che è sponsorizzata dalla Red Bull GmbH, azienda austriaca produttrice dell'omonima bevanda e molto attiva nella sponsorizzazione degli sport motoristici, e la polacca Grupa Akrobacyjna Żelazny.
Questo secondo gruppo è incorso in un grave incidente aereo durante un'esibizione al Radom Air Show 2007, dove, a causa di un errore di valutazione durante una figura acrobatica, persero la vita due membri della pattuglia.

## Versioni

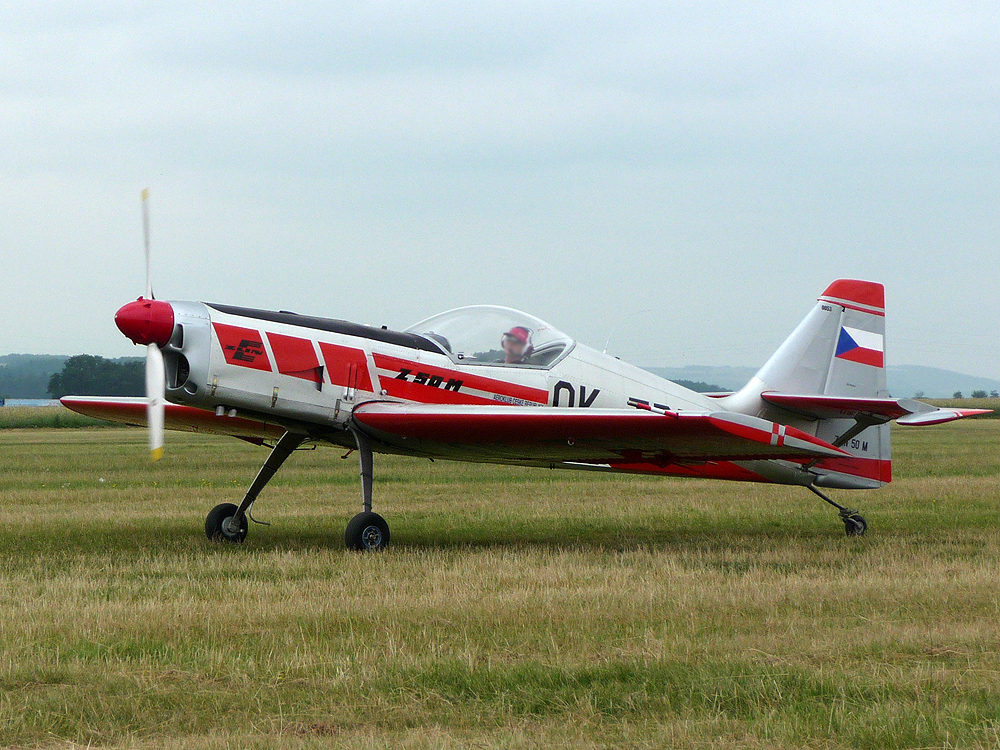
Lo Z 50 M, marche OK-TRM, versione equipaggiata con motore in linea Avia M-137 e riconoscibile dalla diversa cappottatura allungata e dall'elica bipala rispetto alle versioni motorizzate con il Lycoming.

Z 50 L
Prima versione di serie, progettata nel 1977 ed equipaggiata con motore Lycoming AEIO-540-D4B5 da 260 hp (191 kW);; 25 esemplari costruiti (0001-0025).
Z 50 LA
Variante certificata nel 1980; 5 esemplari costruiti e 18 conversioni da velivoli Z-50 L.
Z 50 LS
Variante certificata nel 1982 con motore Lycoming AEIO-540-L1B5D da 300 hp (223 kW); 34 esemplari costruiti e 18 convertiti da cellule Z 50, un esemplare ricostruito come Z 50 M e due come Z 50 LX.
Z 50 LX
Variante certificata nel 1991 con motore Lycoming AEIO-540-L1B5D; 9 esemplari costruiti e due convertiti da velivoli Z 50 LS, due ricostruiti da Z 50 LS.
Z 50 M
Variante certificata nel 1989 ed equipaggiata con motore Avia M-137AZ da 180 PS (132 kW) e realizzata in 8 esemplari.

## Utilizzatori
(lista parziale)
 Rep. Ceca
- Flying Bulls Aerobatics Team

utilizza 4 esemplari versione Z 50 LX.
- Czech Aerobatic Team

 Polonia
- Grupa Akrobacyjna Żelazny